# Бенда, Ян Йиржи (1682)
Ян Йиржи Бенда (чеш. Jan Jiří Benda, нем. Johann (Hans) Georg Benda; 1682—1757) — чешский музыкант.

## Биография
Родился  25 мая 1682 года (по другим данным 1686 года) в городке Мстетице (Зеленеч).
Занимался ткачеством, играл на различных инструментах, стал известен как деревенский музыкант.

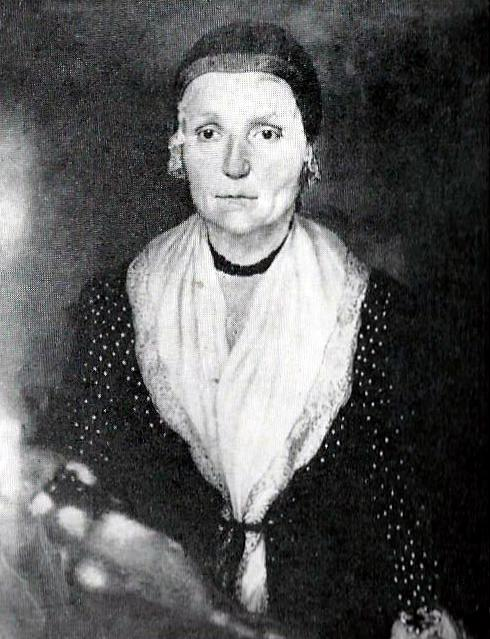
Доротея Брикси

30 мая 1706 года в городе Стара Болеслав женился на Доротее Брикси (нем. Dorothea Brixi, 1686–1762), дочери кантора из города Држиси. После женитьбы они переехали в город Бенатки-над-Йизероу, где Ян Йиржи продолжил заниматься ткацкой деятельностью и музыкой. В семье родилось десять детей, пять из которых стали музыкантами: Франтишек (1709—1786), Ян Йиржи (1714—1752), Йиржи Антонин (1722—1795), Йозеф (1724—1804) и Анна Франтишка (1728—1781).
В 1742 году прусский король Фридрих II разрешил семье поселиться в Пруссии. Родители стали жить в недавно созданной колонии прядильщиков и ткачей в Neuendorf рядом с Потсдаме, где Франтишек купил дом и землю. В этом новом доме Ян Йиржи и Доротея отпраздновали 50-летие своей свадьбы. Год спустя, 4 октября 1757 года, Ян Йиржи Бенда умер.